# Автошлях Т 0719
Автошля́х Т 0719 — автомобільний шлях територіального значення у Закарпатській області. Пролягає територією Іршавського та Виноградівського районів через Іршаву — Виноградів. Загальна довжина — 23,8 км.

## Маршрут
Автошлях проходить через такі населені пункти:
| Автошлях Т 0719       |     |
| Закарпатська область  |     |
| Іршавський район      |     |
| Іршава                |     |
| Сільце                | Н09 |
| Заріччя               |     |
| Виноградівський район |     |
| Великі Ком'яти        |     |
| Онок                  |     |
| Виноградів            | М23 |